# Orches (Côte-d'Or)
Orches est un lieu-dit de la commune de Baubigny situé en Côte-d'Or en Bourgogne-Franche-Comté situé au pied des falaises du plateau de Bel-Air.
Elle est située dans l’aire d’attraction de Beaune.